# Albarola (Vigolzone)
Albarola (Albaröla in dialetto piacentino) è una frazione del comune italiano di Vigolzone, in provincia di Piacenza.

## Geografia fisica
Albarola è situata nel fondovalle della bassa val Nure a 204 m s.l.m., sulla sponda sinistra dell'omonimo torrente, a 2 km di distanza da Ponte dell'Olio, posto sulla sponda opposta.

## Storia
Originariamente la zona costituiva un borgo unico con Ponte dell'Olio, chiamato Ponte Albarola.
A partire dal 418 e per tutta l'epoca alto-medievale Albarola fece parte della parrocchia di Sant'Antonino di Piacenza. Ricopriva all'epoca un importante ruolo strategico per il controllo della zona attraversata dal torrente Nure, corso d'acqua sul quale sorgeva un ponte di legno soggetto a pedaggio, importante via commerciale e di comunicazione per la Liguria. In questi anni, precisamente nel IX secolo venne citato per la prima volta il toponimo.
Durante il basso medioevo, nell'ambito delle lotte tra guelfi e ghibellini, la zona fu soggetta ai guelfi, poi, dopo la caduta di Alberto Scoto, passò a Lancillotto Anguissola, nel 1324. Nel 1414 la famiglia Anguissola venne investita da parte dell'imperatore Sigismondo della villa di Albarola, insieme ai castelli di Vigolzone, Folignano, Riva e Montesanto. In seguito, fu feudo della famiglia Radini-Tedeschi e nel 1652 passò alla famiglia Landi.
Successivamente, ad Albarola furono presenti dei magli, utilizzati per lavorare il rame e, in seguito, e fino al XX secolo delle cartiere che utilizzavano come forza propulsiva le acque del Rio Grazzano.

## Monumenti e luoghi d'interesse
Chiesa di Sant'AntoninoSituata nel centro abitato, di fronte al settecentesco palazzo Barattieri, sorge la chiesa di Sant'Antonino, costruita tra gli ultimi anni del XIV secolo e l'inizio del successivo in stile tardo romanico. La facciata, di fronte alla quale si trova il sagrato, costruito con sassi provenienti dal torrente Nure, si presenta in stile neoclassico su due ordini con un frontone dalla forma triangolare. Il campanile, realizzato nel XIX secolo, è addossato al lato sinistro della chiesa. All'interno, al quale si accede tramite un unico portale di forma rettangolare, sono conservati una tela attribuita al Genovesino ed un lampadario settecentesco.

## Economia
Il territorio di Albarola è parte della zona DOC dei colli piacentini; la zona è caratterizzata da una forte presenza di vigneti e presso la frazione hanno sede due aziende vitivinicole, rispettivamente presso il settecentesco palazzo Barattieri e presso Villa Peirano. Dal 1977 esiste inoltre la Pro Loco Albarola, associazione no profit che si occupa del settore turistico e della tutela del patrimonio culturale, naturale e ambientale.

## Infrastrutture e trasporti

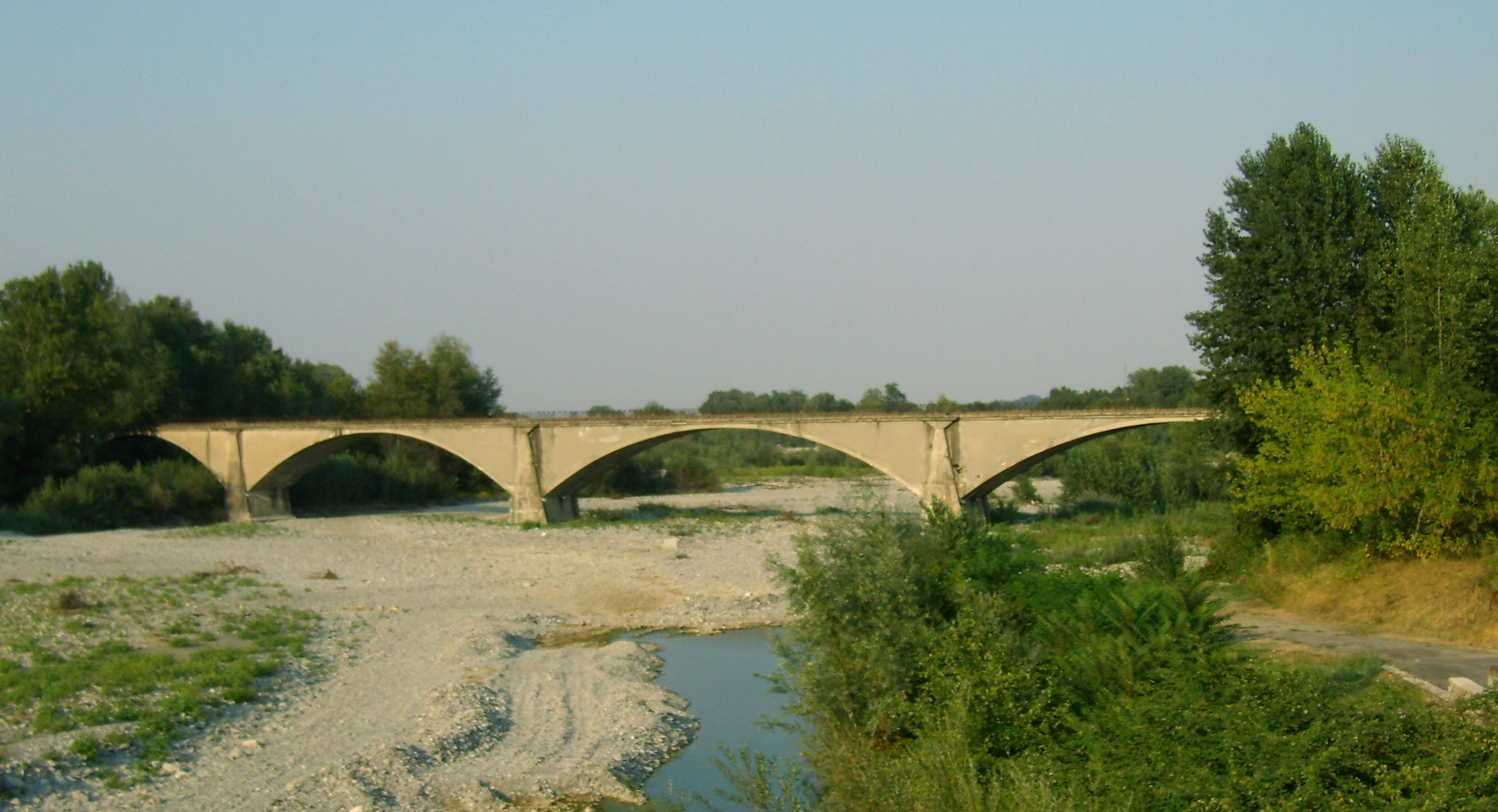
Il ponte ferroviario tra Albarola e Ponte dell'Olio

Albarola è interessata dal percorso della strada statale 654 di Val Nure che, immediatamente dopo la frazione supera il Nure con un ponte portandosi sulla sponda opposta e raggiungendo Ponte dell'Olio. Nelle vicinanze di Albarola da essa si dirama la strada provinciale 55 del Bagnolo che permette di raggiungere le frazioni di Bicchignano e Veano e prosegue fino a Rivergaro, in val Trebbia.
A partire dal 1881 la frazione fu, inoltre, servita da una stazione della tranvia Piacenza-Bettola, sostituita nel 1933 da un analogo impianto lungo la parallela nuova ferrovia gestita dalla Società Italiana Ferrovie e Tramvie e, infine, definitivamente soppressa nel 1967. Tra Albarola e Ponte dell'Olio, la ferrovia superava il Nure con un ponte in curva costituito da cinque campate lunghe 40 m. Nella frazione erano presenti due stazioni: una, Albarola, a servizio della frazione stessa, e l'altra, Cave Albarola, a servizio delle cave presenti in zona.